# Координаційна рада (Білорусь)
Координаційна рада із забезпечення трансферу влади (біл. Каардынацыйная рада па забеспячэнні трансферу ўлады, рос. Координационный совет по обеспечению трансфера власти) — недержавний політичний і громадський орган на території Білорусі, що виник під час протестів проти фальсифікації виборів у серпні 2020 року. Метою Координаційна рада оголосила перехід влади від Лукашенка до нового демократично вибраного уряду. Лукашенко звинуватив КР у спробі захоплення влади і почав переслідування її учасників. 
У жовтні 2020 року Європарламент нагородив білоруську опозицію, представлену Координаційною радою, премією імені Андрія Сахарова.

## Історія
9 серпня в Білорусі відбулися вибори президента. Після закриття виборчих дільниць у республіці почалися масові акції протесту проти фальсифікацій результатів. У ході протестів ОМОН і внутрішні війська застосовували проти демонстрантів сльозогінний газ, світлошумові гранати і гумові кулі.
Пізніше в країні почалися страйки на найбільших промислових підприємствах, співробітники вимагали проведення нових виборів і припинення жорстокого поводження з протестувальниками на демонстраціях. Усі штаби опозиційних кандидатів заявили про невизнання офіційних результатів виборів.
14 серпня єдина опозиційна кандидатка в президенти Білорусі Світлана Тихановська заявила про створення Координаційної ради для передачі (трансферу) влади. Повідомлення про її створення було опубліковано в телеграм-каналі пресслужби об'єднаного штабу опозиційних кандидатів. Формування ради почалося 15 серпня, а 17 серпня довірена особа Світлани Тихановської Ольга Ковалькова опублікувала список перших членів. 18 серпня відбулося перше засідання ради в Мінську, на якому було оголошено цілі Координаційної ради. Лукашенко охарактеризував заяву про передачу влади як спробу її захоплення «зі всіма відповідними наслідками».
У січні 2023 року МВС Білорусі оголосило Координаційну раду екстремістським формуванням (учасникам екстремістських формуваннях за білоруським законодавством загрожує ув'язнення). До цього у 2021—2022 роках білоруські суди визнали інтернет-ресурси ради екстремістськими матеріалами.

## Цілі, завдання та регламент роботи
Згідно з регламентом, опублікованим на офіційному сайті, Координаційна рада є «єдиним представницьким органом білоруського суспільства» й слугує для «організації процесу передачі влади й забезпечення згоди в суспільстві, а також для захисту суверенітету й незалежності Республіки Білорусь». Основний склад Координаційної ради повинні становити 70 осіб, решта — увійти до розширеного складу. Усі члени цієї ради, згідно з регламентом, на момент засідань повинні перебувати на території Білорусі й бути її громадянами. Зі складу ради мають обрати президію з семи осіб, а президія — обрати голову. Рішення ухвалюються більшістю голосів. 18 серпня на пресконференції в Мінську було оголошено основну мету ради — «проведення нових виборів президента і мирний трансфер влади».

## Склад ради

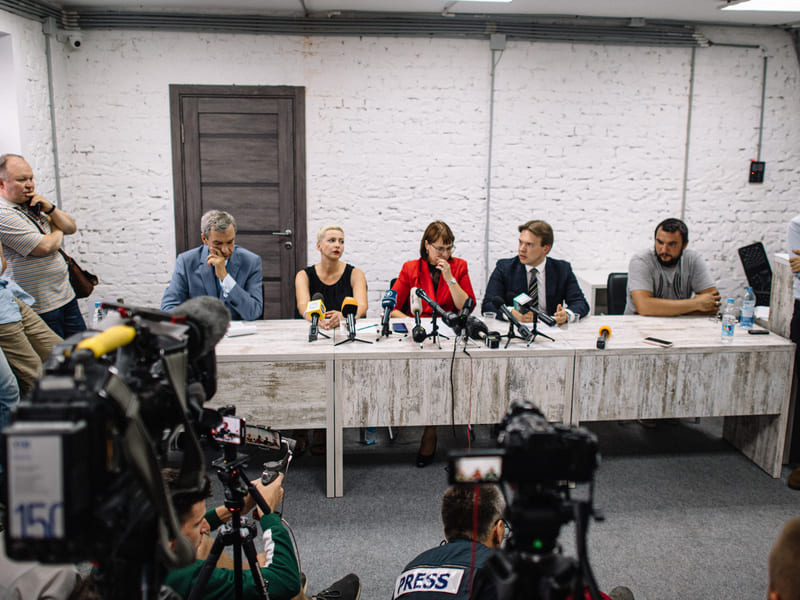
Перша пресконференція Координаційної ради

Формування складу ради розпочалося 15 серпня, заявки приймалися довіреною особою Світлани Тихановської — Ольгою Ковальковою і адвокатом Максимом Знаком.
17 серпня довірена Ольга Ковалькова опублікувала список перших членів Координаційної ради. За словами Ковалькової, список укладався так, «щоб найкращим чином представляти білоруський народ». Вона зазначила, що всі, хто висловив бажання працювати, зможуть увійти в розширений склад ради та брати участь у засіданнях робочих і експертних груп. Окрім того, зараз також розглядаються заявки делегатів від найбільших заводів країни. До першого складу ради увійшли 35 осіб. Серед них — нобелівська лавреатка з літератури Світлана Алексієвич, голова правозахисного центру «Вясна» Олесь Біляцький, голова виборчого штабу Віктора Бабарика Марія Колесникова, ексміністр культури Білорусі Павло Латушко.

### Президія
19 серпня Рада вибрала президію із 7 членів. Ними стали:
- Світлана Алексієвич, Нобелівська лавреатка з літератури
- Сергій Дилевський, лідер страйкового комітету робітників Мінського тракторного заводу (МТЗ)
- Марія Колесникова, голова виборчого штабу Віктора Бабарика
- Ольга Ковалькова, співголова Білоруської християнсько-демократичної партії
- Павло Латушко, колишній міністр культури
- Лілія Власова[en], адвокатка
- Максим Знак, адвокат

### Затримання та перебування
Влада Білорусі звинуватила учасників Координаційної ради у спробі захоплення влади й почала переслідування. До кінця вересня всі члени президії Координаційної ради опинилися або у в'язниці, або за межами Білорусі.
| Ім'я        | Затримання/зникнення                                                                          | За межами Білорусі       |
| ----------- | --------------------------------------------------------------------------------------------- | ------------------------ |
| Тихановська |                                                                                               | Виїхала 11 серпня 2020   |
| Алексієвич  |                                                                                               | Виїхала 28 вересня 2020  |
| Дилевський  | 24 серпня 2020 Наступного дня Ковалькову та Дилевського було засуджено до 10 діб ув'язнення . | Виїхав до 13 жовтня 2020 |
| Колесникова | 7 вересня 2020                                                                                |                          |
| Ковалькова  | 24 серпня — 3 вересня 2020                                                                    | Виїхала 5 вересня 2020   |
| Латушко     |                                                                                               | Виїхав 9 вересня 2020    |
| Власова     | 31 серпня 2020                                                                                |                          |
| Знак        | 9 вересня 2020                                                                                |                          |